# Elgaria
Elgaria és un gènere de sauròpsids (rèptils) escatosos de la família Anguidae, que inclou gran part dels llangardaixos caiman. A diferència de la majoria dels ànguids, tenen potes funcionals.

## Taxonomia
El gènere Elgaria inclou les següents espècies:
- Elgaria coerulea
- Elgaria kingii
- Elgaria multicarinata
- Elgaria panamintina
- Elgaria parva
- Elgaria paucicarinata
- Elgaria velazquezi